# Accident de Saint-Pierre-sur-Vence
L'accident de Saint-Pierre-sur-Vence est une collision survenue le 16 octobre 2019 au passage à niveau no 70 de la ligne ferroviaire reliant Soissons à Givet, à la limite des territoires des communes de Saint-Pierre-sur-Vence et de Boulzicourt, dans le département français des Ardennes, en région Grand Est. Il implique un convoi exceptionnel, bloqué sur les voies, et un train TER. La collision, violente, fait 11 blessés dont le conducteur du train.
L'événement provoque un vif émoi parmi les conducteurs de trains et les contrôleurs : 65 % à 85 % d'entre eux décident d'exercer leur droit de retrait. Le trafic ferroviaire est fortement perturbé dans toute la France durant les jours qui suivent.

## Déroulement

### Contexte
Le passage à niveau, no 70, est situé sur la section de la ligne ferroviaire reliant Soissons à Givet comprise entre Mohon et Amagne.
Le convoi routier exceptionnel transportait une betteravière. L'accident s'est produit à peine deux ans après la réforme de 2017, qui interdit la traversée des passages à niveau difficiles aux véhicules de grand gabarit, à la suite de l'accident d'Allinges. Or, le jour de l'accident, le camion devait passer par une autre route, bloquée par un accident,. L'enquête doit déterminer si le chauffeur, un Allemand, a bien compris les consignes concernant le nouvel itinéraire. Le convoi s'est engagé sur une route où les habitants pensaient que ce genre de convoi ne circulait plus.
Le TER, une rame automotrice électrique tri-caisse, était un autorail grande capacité (AGC) en configuration « équipement agent seul », c'est-à-dire avec un seul agent formé à la sécurité à bord, le conducteur (pas de contrôleur ni d'accompagnant). Il transporte 62 passagers. Onze sont blessés, dont le conducteur et deux femmes enceintes.
La ligne de chemin de fer est une ligne électrifiée à 25 000 volts et 50 Hz. La circulation est régie par la signalisation de type block automatique à permissivité restreinte (BAPR), à « compteur d'essieux », et est non régulée mais supervisée depuis Nancy. La radio fonctionne par GSM-R.
Le passage à niveau est situé à l'intersection du chemin de fer et de la route départementale D28a, appartenant au réseau routier des Ardennes et gérée par le conseil départemental des Ardennes. Le passage à niveau est à « Signalisation Automatique Lumineuse » (SAL) à 2 demi-barrières. Il est classé « avec difficulté de franchissement des véhicules de faible garde au sol ».
Sur la route, le PN est signalé à 150 mètres par deux panneaux de dangers, un A2a et un A7, une balise à trois traits (150 mètres) et deux panonceaux indiquant en toutes lettres : « Signal Automatique » et « Véhicules Surbaissés Attention ».

A2a
A7
CE2a

La signalisation est asymétrique, dans un sens est présent un panneau de danger alors que dans l'autre sens est présent un panneau d’interdiction de circulation libellé « Interdit Aux Véhicules surbaissés ».

### Accident
Selon la SNCF, le TER accidenté est parti de Sedan à 15 h 41, à destination de la gare de Champagne-Ardenne TGV, en transportant 62 passagers. Il est arrivé à proximité du PN 70, sur le territoire de la commune de Boulzicourt, à une vitesse de 136 km/h, sur une voie limitée à 140 km/h, soit près de 38 mètres par seconde. Compte tenu de la configuration de la voie, en courbe avant d'arriver sur le passage à niveau, le conducteur ne voit celui-ci que 250 mètres avant l'obstacle, soit 6 s avant de heurter le convoi routier.
Lorsqu'il voit le convoi routier, le conducteur de train déclenche à la fois l'arrêt d'urgence et l'avertisseur sonore à 200 mètres. À la suite de la seconde utilisation de ce dernier, le conducteur routier évacue son tracteur. Le conducteur de train se protège derrière son siège.
La collision se produit à 16 h 12, à une vitesse réduite à 118 km/h. Le tracteur du convoi routier se détache de la remorque et se couche. Le TER, dont les deux premiers bogies déraillent, s'immobilise à 400 mètres après le lieu de la collision. Le TER dépasse alors du gabarit de circulation qui lui est alloué, et présente un danger pour les trains arrivant en sens inverse (risque de collision frontale),.
L'alerte par signal radio ne fonctionne pas, et le téléphone portable du conducteur de train ne fonctionne pas. Il se trouve alors à devoir sécuriser l'accident et doit, malgré une blessure à la jambe, marcher sur 1,5 km pour éviter un risque de suraccident par un autre train. Muni de son gilet de haute visibilité, il réalise une procédure de « couverture d'obstacle » à l'aide d'une torche à flamme rouge, d'un signal d’arrêt à main et de pétards. Il appelle ensuite la gare de Charleville-Mézières avec son téléphone portable à 16 h 16. Au même moment, un passager du train et un témoin présent au passage à niveau appellent les secours pour signaler l'accident.
Dix minutes après l'accident, vers 16 h 22, le train venant en sens inverse est arrêté à trois kilomètres du lieu du train accidenté, du fait de plusieurs coupures électriques et à la suite du signalement de l'accident par la régulation.
Certains passagers se sont blessés en brisant les fenêtres pour évacuer. 
Les secours arrivent vers 16 h 40. L'accident fait 11 blessés ; 5 blessés sont évacués, dont deux femmes enceintes et le conducteur. 

## Enquête
La SNCF a réalisé une enquête interne immédiate indépendant de tous groupes de production dont le rapport a été rendu public,.
Le BEA-TT a ouvert une enquête. Le procureur de la République de Charleville-Mézières estime que l'enquête sera longue.
L'enquête de la SNCF établit que les agents SNCF ont agi conformément aux procédures auxquelles ils sont soumis, et que le fonctionnement de chacun des éléments du passage à niveau, y compris son téléphone, est correct et usuel au moment de l'accident : le train croiseur a été arrêté dans les dix minutes suivant le premier accident et une minute avant le sur-accident redouté.
Pour son enquête, l'autorité judiciaire saisit l'enregistrement de vidéosurveillance embarquée.

## Conséquences

### Au passage à niveau
À la suite de l'accident, le service TER a été interrompu entre Charleville et Reims. La betteravière n'a pu être relevée que vers 9 h 30. Le 17 octobre, le camion a été enlevé, mais la voie n'était pas encore réparée.

### Au niveau national
Le drame provoque une importante émotion parmi les cheminots. Le conducteur du train, blessé, était seul pour sécuriser l'accident et prendre en charge les passagers.
CGT-Cheminots, FO-Cheminots, SUD rail et la Fgaac-CFDT estiment que la présence d'un seul agent par train constitue un danger qui avait déjà été signalé,. Entre 15 000 et 20 000 conducteurs et contrôleurs (sur 23 000, soit 65 à 85 % des effectifs) décident d'exercer leur droit de retrait dans la journée et le lendemain. La CGT demande le retour des contrôleurs pour tous les trains. Ce mouvement devient national et dure plusieurs jours et est aussi une des conséquences du malaise social que ressentent les cheminots depuis le printemps 2018, notamment lié à la réforme du statut de cheminot et l'ouverture à la concurrence.
La direction de la SNCF fait des communiqués parlant non pas d'un droit de retrait mais d'un mouvement social inopiné, qui est lié à l'émotion compréhensible des agents. Le directeur de TER estime qu'il est illégal. Elle invite les voyageurs a privilégier les modes de transport alternatifs. 
Le Premier ministre Édouard Philippe aussi parle d'un « détournement du droit de retrait qui s’est transformé en grève sauvage » et demande à la SNCF d'examiner de possible poursuites judiciaires. Le secrétaire d’État aux transports Jean-Baptiste Djebbari estime que les syndicats ont organisé tout cela. La CGT estime que le problème aurait pu être résolu en quelques heures et que le premier ministre « veut le pourrissement [du mouvement] et use de provocations pour cela ». Muriel Pénicaud, ministre du travail, estime que le danger n'était pas imminent et que la cessation du travail n'était pas justifiée. Le 22 octobre, la SNCF renonce à des poursuites judiciaires du fait de la reprise du travail, mais des retenues sur salaire seront effectuées. Les poursuites sont finalement abandonnées début novembre.
Mais les services du ministère du Travail ne partagent pas l'avis du Premier ministre et rappellent que « l'entrave au droit de retrait est un délit punissable d'une amende de 10 000 € multipliée par le nombre de salariés concernés ». Un avocat du barreau de Rouen rappelait alors à la presse que « le droit de retrait est un droit fondamental des travailleurs, et il est rare qu’il soit contesté en cas de situation très proche de l’accident, nécessitant une mise en sécurité immédiate des salariés ». Dans la mesure où il est accompagné de revendications la suite de l'arrêt de travail devient alors une grève (qui a respecté le délai légal de 48h) car elle était vindicative. Mais l'arrêt initial correspondait bien à un droit de retrait selon les textes, le danger étant réel puisqu'il venait d'y avoir un accident.
La SNCF décide à titre exceptionnel d'indemniser les personnes n'ayant pas pu poursuivre leur voyage en raison de l'arrêt des trains. Plusieurs élus régionaux, affiliés aux Républicains, expriment leur mécontentement concernant les services ferroviaires régionaux et demandent des indemnisations pour les abonnés des TER affectés.
La CGT-cheminots avait saisi le conseil des Prud'hommes qui leur donnera raison 4 ans plus tard : il s'agissait bien d'un droit de retrait tout à fait légitime et le groupe SNCF devra payer les salaires non versés.

### Recommandations de la SNCF
Dans son rapport interne, la SNCF émet quatre recommandations :
- le recours à un téléphone portable professionnel, pouvant utiliser la technologie GSM, judicieusement programmé ;
- l'interrogation de la pertinence d'un supplément de protection des circuits électriques ;
- l'interrogation de la pertinence du dispositif radio ;
- l'enrichissement des prescriptions du « métier conduite » relatives aux gestes métiers à mettre en œuvre dans les situations où une collision est inévitable.

### Inspection du travail
Deux inspecteurs du travail, en Alsace et en Champagne-Ardenne, estiment que le droit de retrait était légitime, du fait du danger que constituent les trains avec un seul agent. Muriel Pénicaud rappelle qu'il ne s'agit que d'avis individuels.
Un mois après l'accident, les services de l'inspection du travail de la région Hauts-de-France mettent en demeure la SNCF pour non respect du droit du travail car lorsque le conducteur est seul à bord, et doit abandonner le train et les passagers lors de la procédure de « couverture d’obstacle ». La SNCF réagit en signalant que l'ensemble des circulations sont conformes à la réglementation en vigueur.